# Ressonància magnètica funcional

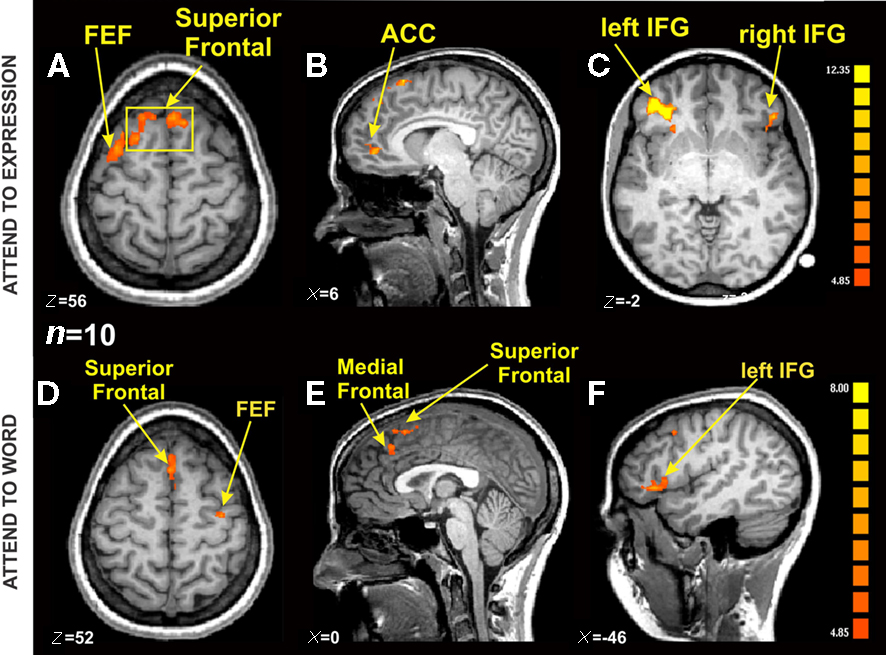
Activació neuronal en una tasca emocional.

La ressonància magnètica funcional (fRMI) mesura la quantitat d'oxigen a la sang de zones concretes del cervell. El seu funcionament es basa en el fet que un increment de la quantitat d'oxigen en una part concreta del cervell suposa un increment de l'activitat de les neurones en aquella zona. La fRMI utilitza ones de radiofreqüència i un camp magnètic molt potent en lloc d'utilitzar raigs X per tal d'obtenir imatges molt detallades del cervell.
Es fa servir per examinar l'anatomia del cervell, determinar si alguna regió del cervell es troba en una situació crítica, i avaluar els efectes de determinades malalties cerebrals (vessament cerebral, traumatisme o malaltia degenerativa, entre d'altres). La fRMI pot detectar anomalies que no es poden trobar amb altres tècniques similars. La fRMI es considera una de les tècniques més fiables i precises d'imatge que poden aplicar-se a l'estudi del cervell.
La fRMI també és utilitzada en estudis de neurobiologia, per tal de delimitar amb precisió les àrees del cervell especialitzades en el processament de la informació, com el còrtex visual, el còrtex motor, o àrees relacionades amb el llenguatge.
La unitat de fRMI tradicional és un gran tub de forma cilíndrica envoltat per un imant circular. Els escàners d'última generació costen aproximadament 1 milió de dòlars i tenen costos operatius anuals d'entre 100.000$ i 300.000$.